# Nicolae-Ioan Negoescu
Nicolae-Ioan Negoescu (n. 24 iunie 1933) este un deputat român în legislatura 1990-1992, ales în județul Timiș pe listele partidului FSN. Nicolae-Ioan Negoescu a fost membru în grupurile parlamentare de prietenie cu Franța, Republica Chile și Republica Argentina. 